# Cydosia aurivitta
Cydosia aurivitta är en fjärilsart som beskrevs av Augustus Radcliffe Grote och Robinson 1869. Cydosia aurivitta ingår i släktet Cydosia och familjen nattflyn. Inga underarter finns listade i Catalogue of Life.